# Hole in the Head
Hole in the Head è un singolo del gruppo musicale pop britannico Sugababes, pubblicato il 13 ottobre 2003 dall'etichetta discografica Island.
La canzone, scritta dalle Sugababes insieme a Miranda Cooper, Niara Scarlett, Brian Higgins, Tim Powell e Nick Coler e prodotta da Brian Higgins, gli Xenomania e Jeremy Wheatley, è stata inserita nel terzo album del gruppo, Three. Nel singolo era contenuta la b-side Who.

## Tracce e formati
CD-Single (Island 981 324-1 (UMG)
1. Hole in the Head (Radio edit) - 3:38
2. Who - 3:48 (Sugababes, Miranda Cooper, Niara Scarlett, Brian Higgins, Audio Bullys, Bob Bradley)

## Classifiche
| Classifica (2003)   | Posizione raggiunta |
| ------------------- | ------------------- |
| Danimarca           | 1                   |
| Regno Unito         | 1                   |
| Norvegia            | 2                   |
| Paesi Bassi         | 2                   |
| Irlanda             | 2                   |
| Austria             | 5                   |
| Svezia              | 7                   |
| Classifica mondiale | 7                   |
| Svizzera            | 8                   |
| Germania            | 9                   |
| Nuova Zelanda       | 11                  |
| Belgio (Vallonia)   | 11                  |
| Finlandia           | 11                  |
| Belgio (Fiandre)    | 20                  |
| Italia              | 23                  |
| Australia           | 25                  |
| Stati Uniti         | 96                  |